# Keyworth
Keyworth – wieś w Anglii, w hrabstwie Nottinghamshire, w dystrykcie Rushcliffe. Leży 10 km na południe od miasta Nottingham i 166 km na północny zachód od Londynu. W 2001 miejscowość liczyła 6920 mieszkańców.